# Bebelis coenosa
Bebelis coenosa là một loài bọ cánh cứng trong họ Cerambycidae.